# Junioreuropamästerskapet i ishockey 1996
Junioreuropamästerskapet i ishockey 1996 var 1996 års upplaga av turneringen.

## Grupp A
Spelades under perioden 7-14 april 1996 i Ufa i Ryssland.

### Första omgången
grupp 1
| Lag          | Finland | Ryssland | Tjeckien | Slovakien | gjorda mål/insläppta mål | poäng |
| ------------ | ------- | -------- | -------- | --------- | ------------------------ | ----- |
| 1. Finland   | —       | 3-3      | 2-0      | 5-3       | 10-06                    | 5     |
| 2. Ryssland  | 3-3     | —        | 4-4      | 6-2       | 13-09                    | 4     |
| 3. Tjeckien  | 0-2     | 4-4      | —        | 3-1       | 07-07                    | 3     |
| 4. Slovakien | 3-5     | 2-6      | 1-3      | —         | 06-14                    | 0     |

grupp 2
| Lag            | Sverige | Schweiz | Tyskland | Vitryssland | gjorda mål/insläppta mål | poäng |
| -------------- | ------- | ------- | -------- | ----------- | ------------------------ | ----- |
| 1. Sverige     | —       | 4-2     | 6-0      | 11-2        | 21-04                    | 6     |
| 2. Schweiz     | 2-4     | —       | 5-4      | 5-2         | 12-10                    | 4     |
| 3. Tyskland    | 0-6     | 4-5     | —        | 4-3         | 08-14                    | 2     |
| 4. Vitryssland | 2-11    | 2-5     | 3-4      | —           | 07-20                    | 0     |

### Andra omgången
Slutspelsserien
| Lag         | Ryssland | Finland | Sverige | Schweiz | gjorda mål/insläppta mål | poäng |
| ----------- | -------- | ------- | ------- | ------- | ------------------------ | ----- |
| 1. Ryssland | —        | (3-3)   | 5-2     | 8-1     | 16-06                    | 5     |
| 2. Finland  | (3-3)    | —       | 3-0     | 4-3     | 10-06                    | 5     |
| 3. Sverige  | 2-5      | 0-3     | —       | (4-2)   | 06-10                    | 2     |
| 4. Schweiz  | 1-8      | 3-4     | (2-4)   | —       | 06-16                    | 0     |

Nedflyttningsserien
| Lag            | Tjeckien | Tyskland | Slovakien | Vitryssland | gjorda mål/insläppta mål | poäng |
| -------------- | -------- | -------- | --------- | ----------- | ------------------------ | ----- |
| 1. Tjeckien    | —        | 8-0      | (3-1)     | 10-1        | 21-02                    | 6     |
| 2. Tyskland    | 0-8      | —        | 6-4       | (4-3)       | 10-15                    | 4     |
| 3. Slovakien   | (1-3)    | 4-6      | —         | 7-4         | 12-13                    | 2     |
| 4. Vitryssland | 1-10     | (3-4)    | 4-7       | —           | 08-21                    | 0     |

Vitryssland nedflyttade till 1997 års B-grupp.

## Priser och utmärkelser
- Poängkung  Marco Sturm, Tyskland (11 poäng)
- Bästa målvakt: Adam Svoboda, Tjeckien
- Bästa försvarare: Andrej Zjuzin, Ryssland
- Bästa anfallare: Markus Nilsson, Sverige

## Grupp B
Spelades under perioden 23-29 mars 1996 i Tychy och Sosnowiec i Polen.

### Första omgången
grupp 1
| Lag        | Ukraina | Norge | Italien | Ungern | gjorda mål/insläppta mål | poäng |
| ---------- | ------- | ----- | ------- | ------ | ------------------------ | ----- |
| 1. Ukraina | —       | 6-2   | 6-1     | 5-3    | 17-06                    | 6     |
| 2. Norge   | 2-6     | —     | 6-3     | 6-1    | 14-10                    | 4     |
| 3. Italien | 1-6     | 3-6   | —       | 3-0    | 07-12                    | 2     |
| 4. Ungern  | 3-5     | 1-6   | 0-3     | —      | 04-14                    | 0     |

grupp 2
| Lag          | Danmark | Frankrike | Polen | Rumänien | gjorda mål/insläppta mål | poäng |
| ------------ | ------- | --------- | ----- | -------- | ------------------------ | ----- |
| 1. Danmark   | —       | 6-3       | 7-5   | 12-4     | 25-12                    | 6     |
| 2. Frankrike | 3-6     | —         | 7-3   | 8-3      | 18-12                    | 4     |
| 3. Polen     | 5-7     | 3-7       | —     | 20-0     | 28-14                    | 2     |
| 4. Rumänien  | 4-12    | 3-8       | 0-20  | —        | 07-40                    | 0     |

### Andra omgången
Uppflyttningsserien
| Lag          | Ukraina | Danmark | Frankrike | Norge | gjorda mål/insläppta mål | poäng |
| ------------ | ------- | ------- | --------- | ----- | ------------------------ | ----- |
| 1. Ukraina   | —       | 5-4     | 4-2       | (6-2) | 15-08                    | 6     |
| 2. Danmark   | 4-5     | —       | (6-3)     | 3-2   | 13-10                    | 4     |
| 3. Frankrike | 2-4     | (3-6)   | —         | 5-1   | 10-11                    | 2     |
| 4. Norge     | (2-6)   | 2-3     | 1-5       | —     | 05-14                    | 0     |

Nedflyttningsserien
| Lag         | Polen  | Italien | Ungern | Rumänien | gjorda mål/insläppta mål | poäng |
| ----------- | ------ | ------- | ------ | -------- | ------------------------ | ----- |
| 1. Polen    | —      | 6-0     | 7-4    | (20-0)   | 33-04                    | 6     |
| 2. Italien  | 0-6    | —       | (3-0)  | 9-4      | 12-10                    | 4     |
| 3. Ungern   | 4-7    | (0-3)   | —      | 7-0      | 11-10                    | 2     |
| 4. Rumänien | (0-20) | 4-9     | 0-7    | —        | 04-36                    | 0     |

Ukraina uppflyttade till 1997 års A-grupp. Rumänien nedflyttade till 1997 års C-grupp.

## Grupp C
Spelades under perioden 15-19 mars 1996 i Maribor i Slovenien.

### Första omgången
grupp 1
| Lag               | Österrike | Estland | Storbritannien | Kroatien | gjorda mål/insläppta mål | poäng |
| ----------------- | --------- | ------- | -------------- | -------- | ------------------------ | ----- |
| 1. Österrike      | —         | 1-1     | 4-3            | 9-1      | 14-05                    | 5     |
| 2. Estland        | 1-1       | —       | 3-3            | 6-4      | 10-08                    | 4     |
| 3. Storbritannien | 3-4       | 3-3     | —              | 10-2     | 16-09                    | 3     |
| 4. Kroatien       | 1-9       | 4-6     | 2-10           | —        | 07-25                    | 0     |

grupp 2
| Lag          | Slovenien | Lettland | Litauen | Spanien | gjorda mål/insläppta mål | poäng |
| ------------ | --------- | -------- | ------- | ------- | ------------------------ | ----- |
| 1. Slovenien | —         | 3-0      | 16-3    | 13-0    | 32-03                    | 6     |
| 2. Lettland  | 0-3       | —        | 12-3    | 13-0    | 25-06                    | 4     |
| 3. Litauen   | 3-16      | 3-12     | —       | 11-0    | 17-28                    | 2     |
| 4. Spanien   | 0-13      | 0-13     | 0-11    | —       | 00-37                    | 0     |

### Placeringsmatcher
| Match om sjunde plats | Kroatien       | 10-2 (5-0, 1-0, 4-2) | Spanien   |  |
| Match om femte plats  | Storbritannien | 12-3 (4-1, 4-1, 4-1) | Litauen   |  |
| Match om tredje plats | Lettland       | 9-2 (4-0, 1-2, 4-0)  | Estland   |  |
| Final                 | Slovenien      | 4-3 (1-1, 3-1, 0-1)  | Österrike |  |

Slovenien uppflyttade till 1997 års B-grupp. Spanien nedflyttade till 1997 års D-grupp.

## Grupp D
Spelades under perioden 6-10 mars 1996 i Sofia i Bulgarien.

### Första omgången
grupp 1
| Lag              | Nederländerna | Bulgarien | Turkiet | gjorda mål/insläppta mål | poäng |
| ---------------- | ------------- | --------- | ------- | ------------------------ | ----- |
| 1. Nederländerna | —             | 16-0      | 40-0    | 56-0                     | 4     |
| 2. Bulgarien     | 0-16          | —         | 23-1    | 23-17                    | 2     |
| 3. Turkiet       | 0-40          | 1-23      | —       | 01-63                    | 0     |

grupp 2
| Lag            | Jugoslavien | Israel | Grekland | gjorda mål/insläppta mål | poäng |
| -------------- | ----------- | ------ | -------- | ------------------------ | ----- |
| 1. Jugoslavien | —           | 6-2    | (14-0)   | 6-2                      | 2     |
| 2. Israel      | 2-6         | —      | (5-0)    | 2-6                      | 0     |
| 3. Grekland    | (0-14)      | (0-5)  | —        | (0-19)                   | (0)   |

- Grekland diskvalificerade på grund av för få antal anmälda spelare. Deras matcher mot Israel, Jugoslavien och Turkiets U18-herrlandslag i ishockey|Turkiet spelades utom tävlan.

### Placeringsmatcher
| Match om tredje plats | Israel        | 4-3 övertid (0-2, 3-0, 0-1, 1-0) | Bulgarien   |  |
| Final                 | Nederländerna | 6-4 (2-2, 0-2, 4-0)              | Jugoslavien |  |

Nederländerna uppflyttade till 1997 års C-grupp.

### Fotnoter
1. ↑  ”Championnat d'Europe 1996 des moins de 18 ans” (på franska). Hockeyarchives. 11 mars 1996. http://www.passionhockey.com/hockeyarchives/U-18_1996.htm. Läst 30 november 2014.